# 第34屆金馬獎
第34屆金馬獎，由中華民國官方舉辦的華語電影評選活動，為1997年台灣與華語電影業界的年度盛事之一，於台北市國父紀念館舉行頒獎典禮。本屆由《甜蜜蜜》獲得最佳劇情片獎。

## 簡介
本屆最佳劇情片由《甜蜜蜜》獲得，張曼玉三度封后創金馬紀錄。片中描述香港1997年大限時期，兩位深愛鄧麗君之新大陸移民抱著滿懷希望，離開家鄉在外地相遇相知相惜之故事，呈現新一代族群對未來之不確定感。導演陳可辛自《雙城故事》後展露頭角，歷經《風塵三俠》、《金枝玉葉》系列，至《甜蜜蜜》創高峰
臺灣演員陳進興以《愛情來了》一片獲最佳男配角獎，最佳女配角為廖慧珍，而近代華語片三大重量級導演羅維、李翰祥、胡金銓共獲終身成就獎。臺灣導演何平繼1988年《陰間響馬》獲特別獎之後，今年再以《國道封閉》再獲評審特別獎。

## 入圍暨得獎名單
下列之標記為該獎項之得獎者。
壹、影片獎項

### 最佳動畫片
貳、個人獎項

### 最佳原創電影歌曲
叄、非正式競賽

## 多項提名及得獎

### 多項提名
下列13部電影獲得多項提名。
| 提名數量 | 電影名稱           | 提名獎項                                                                                             |
| -------- | ------------------ | --- |
| 8        | 《國道封閉》       | 最佳劇情片、最佳導演、最佳女主角、最佳男配角、最佳攝影、最佳美術設計、最佳造型設計、最佳原創電影音樂 |
| 7        | 《愛情來了》       | 最佳男配角、最佳女配角、最佳原著劇本、最佳造型設計、最佳原創電影音樂、最佳原創電影歌曲、最佳視覺特效 |
| 6        | 《甜蜜蜜》         | 最佳劇情片、最佳女主角、最佳男配角、最佳原著劇本、最佳攝影、最佳造型設計                             |
| 6        | 《春光乍洩》       | 最佳導演、最佳男主角、最佳攝影、最佳剪輯、最佳美術設計、最佳音效                                     |
| 6        | 《南海十三郎》     | 最佳劇情片、最佳導演、最佳男主角、最佳男配角、最佳改編劇本、最佳剪輯                                 |
| 5        | 《宋家皇朝》       | 最佳攝影、最佳美術設計、最佳原創電影音樂、最佳音效、最佳視覺特效                                     |
| 5        | 《香港製造》       | 最佳劇情片、最佳導演、最佳男主角、最佳原著劇本、最佳剪輯                                             |
| 4        | 《河流》           | 最佳劇情片、最佳男主角、最佳女配角、最佳音效                                                         |
| 3        | 《半生緣》         | 最佳美術設計、最佳造型設計、最佳原創電影歌曲                                                         |
| 3        | 《小倩》           | 最佳動畫片、最佳改編劇本、最佳原創電影音樂                                                           |
| 2        | 《自梳》           | 最佳女配角、最佳原創電影歌曲                                                                         |
| 2        | 《一個好人》       | 最佳剪輯、最佳動作指導                                                                               |
| 2        | 《一隻鳥仔哮啾啾》 | 最佳劇情片、最佳女配角                                                                               |

### 得獎統計
其中6部電影獲得多項獎項（僅計入正式競賽獎項）。
| 得獎數量 | 電影名稱       | 得獎獎項                                 |
| -------- | -------------- | ---------------------------------------- |
| 3        | 《南海十三郎》 | 最佳男主角、最佳改編劇本、最佳剪輯       |
| 3        | 《宋家皇朝》   | 最佳美術設計、最佳原創電影音樂、最佳音效 |
| 2        | 《愛情來了》   | 最佳男配角、最佳女配角                   |
| 2        | 《甜蜜蜜》     | 最佳劇情片、最佳女主角                   |
| 2        | 《香港製造》   | 最佳導演、最佳原著劇本                   |
| 2        | 《半生緣》     | 最佳造型設計、最佳原創電影歌曲           |
| 1        | 《春光乍洩》   | 最佳攝影                                 |
| 1        | 《小倩》       | 最佳動畫片                               |
| 1        | 《一個好人》   | 最佳動作指導                             |
| 1        | 《望鄉》       | 最佳紀錄片                               |
| 1        | 《野麻雀》     | 最佳創作短片                             |

## 外部連結
- 第34屆金馬獎名單 （页面存档备份，存于）（繁體中文）
- 國家電影中心圖書館-第三十四屆金馬獎頒獎典禮
- 時光網-第34届台湾电影金马奖 （页面存档备份，存于）